# Wilhelm Willms
 (décembre 2016).
Pour les articles homonymes, voir Willms.
Wilhelm Willms, né le 4 novembre 1930 à  Rurdorf (aujourd'hui Linnich, sur la Roer), et mort le 25 décembre 2002 à Heinsberg est un prêtre catholique allemand, auteur de chansons et de poésies à thèmes religieux.

## Résumé biographique
Après  la guerre, Willms grandit à Düsseldorf-Oberkassel. Après quelques semestres passés à étudier l'histoire de l'art, il se tourne vers la théologie (à Bonn et Munich) et en 1957 il est ordonné prêtre à Aix-la Chapelle. Il commence son ministère comme curé d'abord à Aix-la Chapelle, puis à l'église Saint-Denis de Krefeld. Il est ensuite nommé à la paroisse de Saint-Gangolf à Heinsberg.
En  1972, il remporte le concours Kiel oben - Kiel unten de nouveaux chants religieux à l'occasion des épreuves de voile des jeux olympiques de 1972 organisées à Kiel, en obtenant les premier, deuxième et troisième  prix pour les  paroles de chansons mises en musique par Hans-Joerg Böckeler).

## Œuvres
- Alle Knospen  springen auf, mis en musique par Ludger Edelkötter, Erna Woll et Peter Janssens
- Brot, das die  Hoffnung nährt mis en musique  par Peter  Janssens
- Die Völker spielen Völkerball mis en musique  par Peter Janssens
- Kann denn das Brot  so klein mis en musique  par Ludger  Edelkötter
- Kyrie - Wie ein Vogel im Nest mis en musique  par Peter Janssens